# Victor Feddersen
Victor Feddersen, född den 31 januari 1968 i Gentofte i Danmark, är en dansk roddare.
Han tog OS-brons i lättvikts-fyra utan styrman i samband med de olympiska roddtävlingarna 2000 i Sydney.